# Skrining malignih bolesti u Republici Srbiji
Skrining malignih bolesti u Republici Srbiji ili preotkrivanje, je organizovana masovna akcija prelimiranog otkrivanje neprepoznatih poremećaja zdravlja u presimptomatskoj fazi bolesti korišćenjem različitih postupaka (fizikalni pregled, laboratorijska procedura, upitnik itd.) koji mogu brzo i lako da se primene. Iako je organizaciono skrining veoma zahtevan (što i potvrđuju do sada dobijeni rezultati), organizovani skrining je od ogromnog značaja za svaku zemlju i njeno stanovništvo jer smanjenjuje incidencu i smrtnost od malignih (zločudnih) tumora, i zato ga treba sprovoditi na samo na područjima gde se skrining trenutno realizuje, već ga treba uvesti na svim područjima Srbije gde postoje objektivni uslovi za njegovo sprovođenje.

## Opšta razmatranja o skriningu
Pojam
Skrining test ili test preotkrivanja, je prelimirano otkrivanje neprepoznatih poremećaja zdravlja u presimptomatskoj fazi bolesti korišćenjem različitih postupaka (fizikalni pregled, laboratorijska procedura, upitnik itd.) koji mogu brzo i lako da se primene.
Vrste testova
Skrining testovi mogu da budu:
- Selektivni,
- Oportunistički,
- Multipli (multifazni) i
- Masovni (organizovani). Organizovani (masovni) skrining predstavlja organizovano masovno pozivanje ciljne populacije na testiranje i tumačenje testova, praćeno kontrolom kvaliteta i izveštavanjem. Izvodi se na celokupnoj populaciji ili njenom većem delu.

Skrining u okviru toka bolesti
U okviru prirodnog toka bolesti razlikujemo presimptomatsku i kliničku fazu. 
- Detektibilna presimptomatska faza — je interval od trenutka kada se bolest može otkriti skriningom do pojave prvih simptoma.[5]. U ovoj fazi bolesti može da postoji jedna ili više kritičnih tačaka.[5]
- Kritična tačka  — je trenutak do kojeg ranije otkrivanje bolesti daje bolji ishod. Ako je bolest izlečiva, izlečenje je moguće pre ove tačke, ali ne i posle nje. Tako npr. kod žena sa karcinomom dojke kritična tačka je trenutak od kojeg se bolest proširila u regionalne limfne žlezde. Ako se bolest leči pre date tačke prognoza je bolja nego posle nje. Sledeća kritična tačka kod osoba sa karcinomom dojke je od trenutka kada se bolest iz regionalnih limfnih žlezda proširila u druge delove tela. Prognoza bolesti je i dalje bolja kod postojanja regionalnih nego sistemskih metastaza. Kritična tačka je teorijski koncept. Obično nije moguče identifikovati kada je kritična tačka dosegnuta. Međutim, ona je od ogromne važnosti u skriningu, jer ako ne postoji bar jedna kritična tačka, onda je bespotrebno koristiti skrining.

Kriterijumi vezani za skrining test
Svaki skrining test mora da ima zadovoljavajuću validnost, prediktivnu vrednost, mora da je pouzdan, jednostavan za izvođenje, bezbedan (minimalni neželjeni
efekti), jeftin i što manje neugodan:
- Validnost skrining testa je sposobnost testa da korektno klasifikuje ispitanike na osobe sa i bez oboljenja. Validnost ima dve komponente: specifičnost (Sp) i senzitivnost (Sn).
- Senzitivnost skrining testa se definiše kao sposobnost testa da korektno identifikuje obolele,
- Specifičnost kao sposobnost testa je da korektno klasifikuje one koji oboljenje nemaju.

Za određivanje Sn i Sp potrebno je da se rezultati skrining testa uporede sa tzv. „zlatnim standardom”, koji upućuje u stvarno zdravstveno stanje ispitanika . „Zlatni standard“ može da bude neko detaljno kliničko ispitivanje, neka invazivna tehnika (biopsija) ili „protok vremena“. 
Upoređivanjem rezultata skrining testa sa rezultatima nekog „zlatnog standarda“ dobijaju se četiri grupe ispitanika. To su stvarno pozitivne, stvarno negativne, lažno pozitivne i lažno negativne osobe. Skrining test je idealan ukoliko se sa njim identifikuju kao pozitivni svi oboleli, a kao negativni svi zdravi (Sn i Sp su 100%). U praksi ovakvi testovi su retki.

## Nacionalna politika
Nakon saznanja da je Srbija po obolevanju od raka na 18., a po smrtnosti na drugom mestu u Evropi, da su najčešće maligne bolesti u Srbiji (2012): rak dojke, pluća, prostate, debelog creva i grlića materice, javila se  potreba za neophodnim i većim angažovanjem srpskog društva na prevenciji i ranom otkrivanju raka. U tom smislu od ulaska Srbije u tranzicioni period usvojeno je više akata:
- 2005. Zakon o zdravstvenoj zaštiti,[9]
- 2008. Strategija za prevenciju i kontrolu hroničnih nezaraznih bolesti,[2]
- 2009. Nacionalni program borbe protiv raka.[3]

Ovim aktima želelo se uticati na smanjivanje broja obolelih i umiranja od svih bolesti, uključujući i maligne (zloćudne) bolesti, kao i na produženje prosečnog trajanja života populacije na teritoriji Srbije.
Ova akta proizašla su iz preporuka Svetske zdravstvene organizacije (SZO) i rezultata skrining programa drugih zemalja. Na osnovu njih Ministarstvo zdravlja Republike Srbije je, uz pomoć stručnih radnih grupa, izradilo program organizovanog skrininga, za skrining testove, koji se, od decembra 2012. godine, sprovode u Republici Srbiji su: 
- Citološki bris grlića materice (Pap test) za rano otkrivanje raka grlića materice,
- Imunohemijski test na okultno krvarenje u stolici (iFOB test) za rano otkrivanje raka debelog creva,
- Mamografija za rano otkrivanje raka dojke.

Ovi programi su usvojeni od strane Vlade Republike Srbije i objavljeni kao sastavni deo Uredbe o nacionalnim programima za prevenciju raka grlića materice (2008. godine), raka dojke (2009. godine) i kolorektalnog karcinoma (2009. godine)

## Akteri u skriningu
U regulaciji, organizaciji, izvođenju i praćenju skrininga učestvuju:
1. Ministarstvo zdravlja;
2. Republički fond za zdravstveno osiguranje;
3. Republička stručna komisija;
4. Institut za javno zdravlje Srbije „Dr Milan Jovanović Batut“;
5. Kancelarija za skrining raka;
6. Nadležni institut/zavod za javno zdravlje;
7. Domovi zdravlja;
8. Zdravstvena ustanova sekundarnog/tercijarnog nivoa zdravstvene zaštite;
9. Lokalna zajednica;
10. Mediji (radio, televizija, štampa).

## Vrste skrininga

### Skrining raka grlića materice
Skrining za rak grlića materice se sprovodi na teritoriji Republike Srbije u vidu organizovanog decentralizovanog programa.
Ciljna populacija
Žene od 25 do 64 godine života.
Pokrivenost populacije
Pokrivenosti treba da obuhvatiti najmanje 75% ciljne populacije.
Ciklus skrininga
Ponavlja se na svake 3 godine (nakon dva negativna nalaza u periodu od godinu dana).
Skrining test
Pap test (Papanikolau) - citološki bris grlića materice.
Tumačenje testova
Citoskrineri i supervizori za pozitivne Pap pločice u akreditovanim citološkim laboratorijama.
Završetak ciklusa skrininga
Skrining raka grlića materice završava se normalnim Pap testom, a u slučaju abnormalnog rezultata Pap testa, kao trijažni test rade se kolposkopija ili HPV test, ukoliko je to moguće.
Dijagnostika, lečenje
Sprovodi se u bolnicama i kliničkim centrima Srbije, po Vodiču dobre kliničke prakse za dijagnostikovanje i lečenje raka grlića materice (iz 2012).
Prikupljanje i izdavanje rezultata
Vrše domovi zdravlja. Saopštavanje rezultata, određivanje dinamike i sadržaja daljeg praćenja, uključujući i upućivanje na dalju dijagnostiku sprovodi izabrani ginekolog u skladu sa Vodičem dobre kliničke prakse za dijagnostikovanje i lečenje raka grlića materice iz 2012/2013. godine.
Prikupljanje podataka i izveštavanje
Obavljaju domovi zdravlja, bolnice, okružni instituti/zavodi za javno zdravlje, Kancelarija za skrining raka, Ministarstvo zdravlja.
- Prikaz normalnog Papanikolau testa.
- Normalne (skvamozne) epitelne ćelije u premenopauzi žene
- Atrofične (skvamozne) epitelne ćelije u premenopauzi žene.
- Infekcija Trihomonijazom u Papanikolau testu
- Kandida u Papanikolau testu.
- Virusima herpes zostera izazvane citopatološke promene u Papanikolau testu.
- U dobro uzetom uzorku, na pločici moraju biti prisutne normalne ćelije cervikalnog kanala.
- Atipične ćelije u razmazu Papanikolau testu.
- Gubitak citoplazme u skvamoznim epitelnim ćelijama i prisustvo Dederlajnovih bacila.
- Endocervikalni adenokarcinom u Papanikolau testu.

### Skrining raka dojke
Skrining za rak dojke se sprovodi na teritoriji Republike Srbije u vidu organizovanog decentralizovanog programa.
Ciljna populacija
Žene od 50 do 69 godina života 
Pokrivenost populacije
Cilj jskrninga je obuhvatiti najmanje 75% ciljne populacije.
Ciklus skrininga
Sprovodi se na 2 godine.
Skrining testž
Koristi se mamografija.
Tumačenje mamografskih snimaka
Rezultate treba da tumače dvostruko, dva nezavisna obučena radiologa, taili  svaki snimak se očitava od strane dva nezavisna specijalista radiologije („prvog i drugog čitača”).  
Prvo čitanje mamografskog snimka — obavlja se u domu zdravlja ili u bolnici. Prvi čitač obavlja sledeće aktivnosti:
1. opisuje skrining mamografiju kao pozitivnu ili negativnu;
2. upisuje Breast Imaging-Reporting and Data System (BI-RADS) klasifikaciju i označava mesto promena, ukoliko ih ima;
3. ispunjava standardni protokol za mamografiju;
4. prosleđuje protokol sa snimcima na CD odnosno filmovima drugom specijalisti radiologije.

Drugo čitanje mamografskog snimka (dostavljenih na CD-ovima) — obavlja se na radnim stanicama u zdravstvenoj ustanovi sekundarnog ili tercijarnog
nivoa zdravstvene zaštite. Drugi, nezavisni specijalista radiologije obavlja sledeće aktivnosti:
1. ponovi čitanje snimka kao prvi čitač, ali nezavisno od njegovog nalaza;
2. ispuni deo protokola koji je predviđen za drugo čitanje;
3. prosleđuje protokol sa snimcima na CD odnosno filmovima trećem specijalisti radiologije, ako nalazi sa prvog i drugog čitanja nisu isti.

CD–ovi se čuvaju u zdravstvenoj ustanovi u kojoj se obavlja drugo čitanje. 
Postizanje konsenzusa i prosleđivanje nalaza izabranom lekaru, doktoru medicine specijalisti ginekologije
Konsenzus je postignut ako se nalazi prvog i drugog čitanja podudaraju. U slučaju da je ocena kod jednog specijaliste radiologije BI−RADS 1, a kod drugog radiologa BI−RADS 2 se smatra slaganjem. U definitivni nalaz se upisuje veći BI−RADS.
Završetak ciklusa skrininga
Proces skrininga se završava negativnim nalazom mamografskog snimka, odnosno nakon dopunskih procedura (ultrazvučnog pregleda dojki i ciljanog mamografskog snimanja) kod pozitivnog nalaza mamografskog snimka.
Dalje dijagnostičke procedure i praćenje
Obavljaju domovi zdravlja, bolnice i/ili klinički centri i instituti.
Prikupljanje i izdavanje rezultata
Obavljaju domovi zdravlja. Saopštavanje rezultata, određivanje dinamike i sadržaja daljeg praćenja, uključujući i upućivanje na dalju dijagnostiku sprovodi izabrani ginekolog prema preporuci radiologa, a u skladu sa Vodičem dobre kliničke prakse za dijagnostikovanje i lečenje raka dojke iz 2012/2013. godine.
Prikupljanje podataka i izveštavanje
Vrše domovi zdravlja, bolnice, okružni instituti/zavodi za javno zdravlje, Kancelarija za skrining raka, Ministarstvo zdravlja.

### Skrining raka debelog creva
Skrining za rak debelog creva se sprovodi na teritoriji Republike Srbije u vidu organizovanog decentralizovanog programa.
Ciljna populacija
Muškarci i žene od 50 do 74 godine života.
Pokrivenost populacije
Skriningom treba obuhvatiti najmanje 75% ciljne populacije.
Ciklus skrininga
Sprovodi se na 2 godine.
Skrining test
Imunohemijski test ( iFOB test).
Tumačenje testova
Vrše laboratorije u domu zdravlja (edukovani laboratorijski tehničari/medicinske sestre).
Dodatna pretraga kod pozitivnog iFOB testa
Kod pozitivnog testa, obavezna je kolonoskopija.
Završetak ciklusa skrininga
U završnoj fazi proces skrininga se završava 
negativnim iFOB testom,
u slučaju pozitivnog iFOB testa kolonoskopijom i histopatološkim nalazom u slučaju uzimanja materijala u toku biopsije.
Dalji tretman i praćenje
Sprovodi se u bolnici  i/ili  kliničkom centru
Prikupljanje i izdavanje rezultata
Obavljaju domovi zdravlja. Saopštavanje rezultata, određivanje dinamike i sadržaja daljeg praćenja, uključujući i upućivanje na dalju dijagnostiku sprovodi lekar u domu zdravlja, a u skladu sa Vodičem dobre kliničke prakse za dijagnostikovanje i lečenje raka debelog creva iz 2012/2013. godine.
Prikupljanje podataka i izveštavanje 
Vrše domovi zdravlja, bolnice, okružni instituti/zavodi za javno zdravlje, Kancelarija za skrining raka, Ministarstvo zdravlja.

## Spoljašnje veze
- Ана Стаменковић, Србија уводи нови модел скрининга рака дојке- www.rts.rs, 19. март 2022.
- Opšte informacije o skriningu — Kancelarija za skrining raka R. Srbije
- Kancelarija za skrining raka — Nacionalni programi

|  | Molimo Vas, obratite pažnju na važno upozorenje u vezi sa temama iz oblasti medicine (zdravlja). |